# Eclipse lunar de 15 de junho de 1992
| Eclipse Lunar Parcial 15 de junho de 1992 | Eclipse Lunar Parcial 15 de junho de 1992 |
| --- | ----------------------------------------- |
| A Lua cruza no limite sul do cone de sombra da Terra, de oeste para leste (da direita para a esquerda), com mais da metade disco lunar escurecido pela umbra. |                                           |
| Gamma | -0,6288                                   |
| Saros (e membro) | 120 (57 de 84)                            |
| Sequência de eclipses lunares |                                           |
| Anterior | 21 de dezembro de 1991                    |
| Próximo | 9 de dezembro de 1992                     |
| Duração (hr:mn:sc) |                                           |
| Parcial | 2:59:47                                   |
| Penumbral | 5:32:10                                   |
| Fases e Horários do Eclipse (UTC) |                                           |
| P1 | 2:10:54                                   |
| U1 | 3:27:02                                   |
| Máximo | 4:56:58                                   |
| U4 | 6:26:49                                   |
| P4 | 7:43:04                                   |

O eclipse lunar de 15 de junho de 1992 foi um eclipse parcial, o primeiro de dois eclipses do ano, e único como parcial. Teve magnitude umbral de 0,6822 e penumbral de 1,7264. Teve duração de quase 180 minutos (ou três horas).
A Lua cruzou a região de fronteira no sul do cone de sombra da Terra, em nodo ascendente, dentro da constelação de Ofiúco, bem próximo à constelação de Sagitário.
No momento máximo do eclipse, o disco lunar passou pela região de fronteira entre o sul do cone de sombra e a zona de penumbra da Terra, onde a sombra cobriu mais da metade da superfície lunar, em cerca de 65% da região. Com isso, a Lua ficou completamente escurecida nessa área, enquanto a outra parte da superfície estava na penumbra, com seu brilho gradualmente menor, à medida que avança para a área atingida pela umbra. Neste momento, a Lua se apresentou num formato de lua crescente (ou quarto crescente).

## Série Saros
Eclipse pertencente ao ciclo lunar Saros de série 120, sendo de número 57, com total de 84 eclipses da série. O último eclipse foi o eclipse parcial de 4 de junho de 1974, e o próximo será com o eclipse parcial de 26 de junho de 2010.

## Visibilidade
Foi visível nas Américas (exceto nas proximidades com o polo norte), Atlântico, Antártida, em quase toda a África, centro-oeste da Europa e em grande parte do Pacífico.
| Região do planeta onde o eclipse foi visível durante o máximo da totalidade - 4:57 UTC. O norte do Chile, na América do Sul, obteve a melhor observação do meio do eclipse, de onde foi visível à meia-noite. |
| Mapa de visibilidade do eclipse |